# 阿尔托明斯特
阿尔托明斯特是德国巴伐利亚州的一个市镇。总面积75.66平方公里，总人口7521人，其中男性3789人，女性3732人（2011年12月31日），人口密度99人/平方公里。